# Bāndīkūi
Bāndīkūi är en ort i Indien.   Den ligger i distriktet Dausa och delstaten Rajasthan, i den norra delen av landet, 190 km söder om huvudstaden New Delhi. Bāndīkūi ligger 283 meter över havet och antalet invånare är 16 165.
Terrängen runt Bāndīkūi är platt. Runt Bāndīkūi är det tätbefolkat, med 427 invånare per kvadratkilometer. Närmaste större samhälle är Baswa, 11,0 km norr om Bāndīkūi. Trakten runt Bāndīkūi består till största delen av jordbruksmark.